# Hexarthrius mniszechi
Hexarthrius mniszechi es una especie de coleóptero de la familia Lucanidae.

## Distribución geográfica
Habita en Assam, Kachin y Nepal.